# Jules Étienne Marie Forgeot
Jules Étienne Marie Forgeot (Parigi, 8 marzo 1809 – Arcachon, 4 maggio 1877) è stato un generale francese.

## Biografia
Figlio di Étienne-Henri Forgeot, all'epoca impiegato nel reparto viveri della marina militare francese, condusse i suoi primi studi nei licei parigini dove ebbe modo di studiare con Évariste Galois e Louis Richard. Successivamente frequentò l' École polytechnique (1828-1830). Qualche giorno dopo la rivoluzione di luglio, lasciò il politecnico per entrare nell' École d'application de l'artillerie et du génie di Metz. Ne uscì col grado di tenente il 12 febbraio 1833 e venne subito destinato al 9º reggimento d'artiglieria a Bastia, in Corsica.
Capitano dal 26 aprile 1837, venne inviato ad operare presso la manifattura d'armi a Mutzig (Basso Reno), e poi a quella di Châtellerault, passando poi dal 1840, su sua esplicita richiesta, al 12º reggimento d'artiglieria con cui si portò a combattere in Algeria, distinguendosi nella battaglia di Mouzaïa, nell'occupazione di Médéah nonché nell'assedio della città di Miliana. Col blocco di Médéah da parte delle truppe dell'emiro Abd el-Kader, comandò l'artiglieria locale e venne segnalato dal generale Duvivier come "ufficiale dal grande avvenire".
Il 3 ottobre 1841, divenne comandante della città e della provincia di Titteri. Nel 1842, venne nominato chef d'escadron del 12º reggimento d'artiglieria e, dal 31 dicembre 1847, maggiore del 9º reggimento d'artiglieria.
Nel mese di ottobre del 1851, venne trasferito alla guarnigione di Bourges dove ricevette il comando di una colonna mobile inviata dall'Arrondissement de Sancerre per sedare le manifestazioni di opposizione al colpo di stato che Luigi Napoleone Bonaparte aveva intenzione di attuare. Il ministero della guerra, per ricompensarlo del sangue freddo e dell'abnegazione mostrati, lo nominò ufficiale della Legion d'onore con decreto speciale del 31 ottobre 1851.
Tenente colonnello dell'8º reggimento d'artiglieria nel 1852, il 16 marzo 1854 divenne comandante del 1º reggimento d'artiglieria a piedi prima di ricevere, il 27 giugno, il comando dell'artiglieria di riserva inviata nella guerra di Crimea al seguito dell’armée d'Orient. Comandò le sue truppe nella battaglia d'Inkermann (5 novembre 1854) ed in quella di Traktir (16 agosto 1855). Il 28 novembre 1855 venne nominato generale di brigata.
Rientrato in Francia nel giugno del 1856, ottenne il comando dell'8ª divisione a Lione (21 giugno 1856) agli ordini del maresciallo de Castellane, per poi passare al comando della 16ª divisione militare di stanza a Rennes (31 ottobre).
Nella primavera del 1859, la Francia intervenne nella seconda guerra d'indipendenza italiana in favore del Regno di Sardegna contro l'Austria. Il 23 aprile 1859, Napoleone III gli concesse il comando dell'artiglieria del 1º corpo d'armata d'Italia (comandato dal maresciallo Achille Baraguey d'Hilliers), alla testa della quale contribuì alla presa di Melegnano ed alla vittoria della battaglia di Solferino. Chiamato a comandare l'artiglieria della Garde Impériale il 3 luglio 1859, venne nominato grand'ufficiale della Legion d'onore il 15 luglio.
Promosso al rango di generale di divisione il 7 marzo 1861. Con lo scoppio della guerra franco-prussiana del 1870, il generale Forgeot venne designato quale comandante dell'artiglieria del 1º corpo dell'Armata del Reno (comandato dal maresciallo Mac-Mahon), passando poi al comando dell'artiglieria del armata di Chalons che venne catturata per intero a Sedan.
Imprigionato con suo figlio Lucien-Étienne a Wiesbaden, in Germania, rientrò in Francia nel marzo del 1871. Divenne presidente del Comité de l'artillerie (27 giugno 1871), membro del Consiglio superiore della guerra (5 ottobre 1872) e membro del Comité de défense (11 giugno 1873). Ottenne infine il comando del 10º corpo d'armata a Rennes.
Ormai anziano, richiese ed ottenne di essere messo a riposo il 6 maggio 1875. Con decreto speciale, il presidente della repubblica Mac-Mahon gli concesse la gran croce della Legion d'onore, anche a fronte dei 49 anni di servizio militare ininterrotto e delle 8 campagne militari da lui compiute.
Dopo due anni di sofferenze a seguito di continui ed improvvisi attacchi cardiaci, morì ad Arcachon il 4 maggio 1877 all'età di 68 anni. Venne sepolto nel cimitero di Blois.